# Carbidlamp
Een carbidlamp is een lamp die als energiebron carbid gebruikt, waaruit door reactie met water het gas acetyleen (ethyn) ontstaat, dat bij verbranding een helder witte vlam produceert. De reactie, waarbij water op het carbid druppelt, vergt een nauwkeurige en lastige afstelling. Tussen 1900 en 1945 werd de carbidlamp veel gebruikt, onder andere om voertuigen (zoals auto of fiets) te voorzien van verlichting. Na 1945 is de carbidlamp vrijwel geheel verdrongen door elektrische verlichting.
In de speleologie bleven carbidlampen een populair alternatief voor elektrische helmverlichting op batterijen tot aan de opkomst van energiezuinige ledlampen.

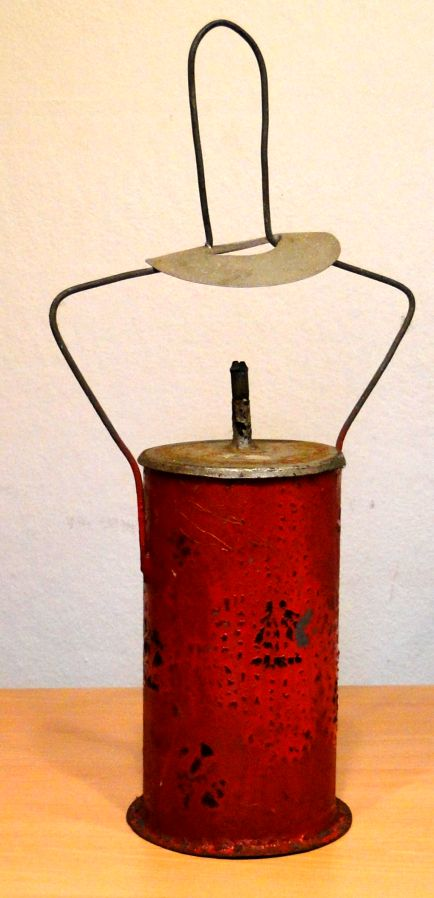
Zelfgemaakte carbidlamp uit de Tweede Wereldoorlog

Tijdens de Tweede Wereldoorlog en met name in de Hongerwinter 44-45 was er gebrek aan bijna alles en fabriceerde men zelf carbidlampen.  
In 1892 vond Thomas Leopold Willson een methode voor de commerciële productie van calciumcarbide, waar vervolgens weer het ethyn uit verkregen kon worden. Vanaf 1894 werd de carbidlamp in gebouwen en vanaf 1896 voor voertuigen gebruikt. Frederic E. Baldwin meldde op 18 oktober 1899 in New York de eerste mijncarbidlamp voor een patent aan, dat op 28 augustus 1900 werd toegewezen.

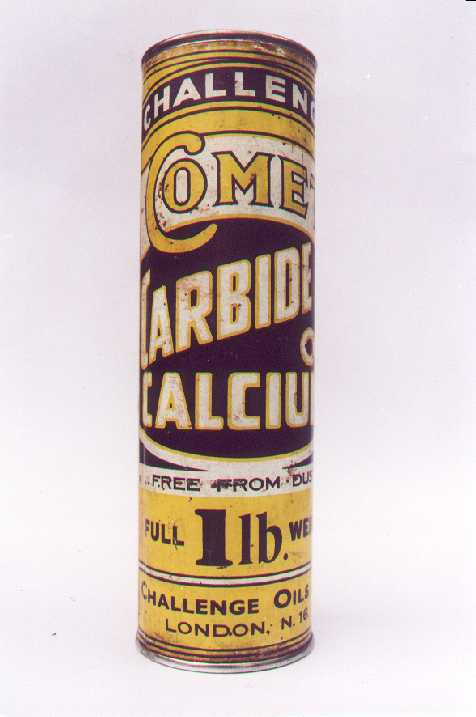
Carbidvulling voor lampen
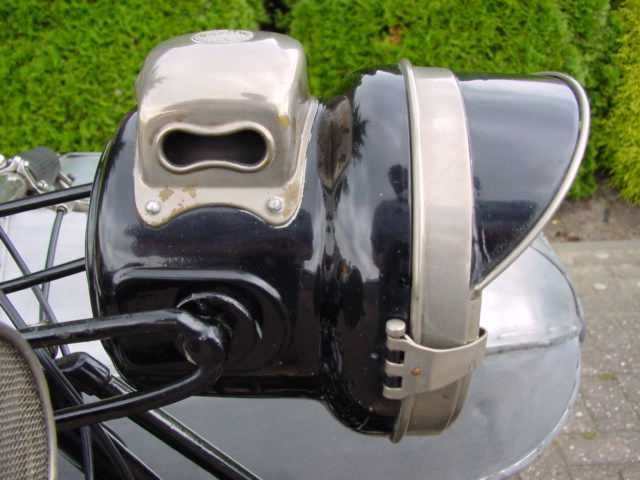
Carbidlamp van een Norton motorfiets uit 1925
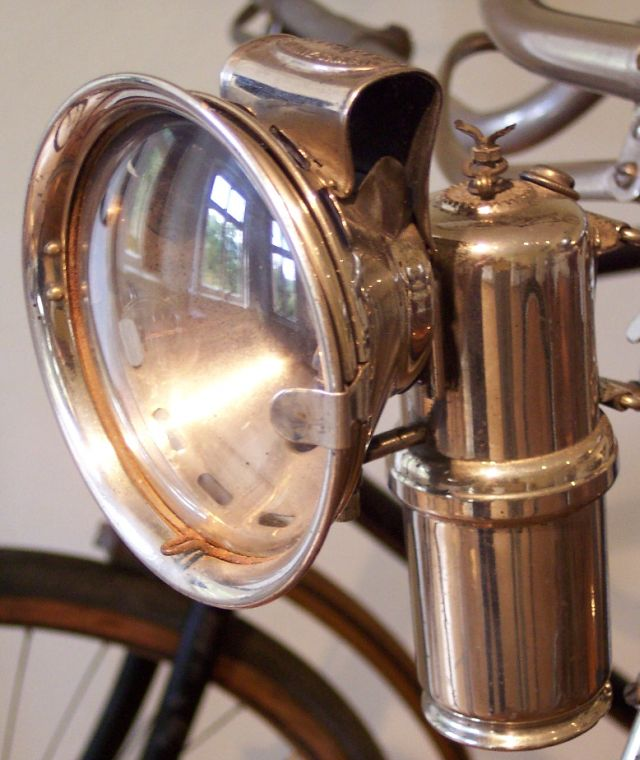
Fietscarbidlamp
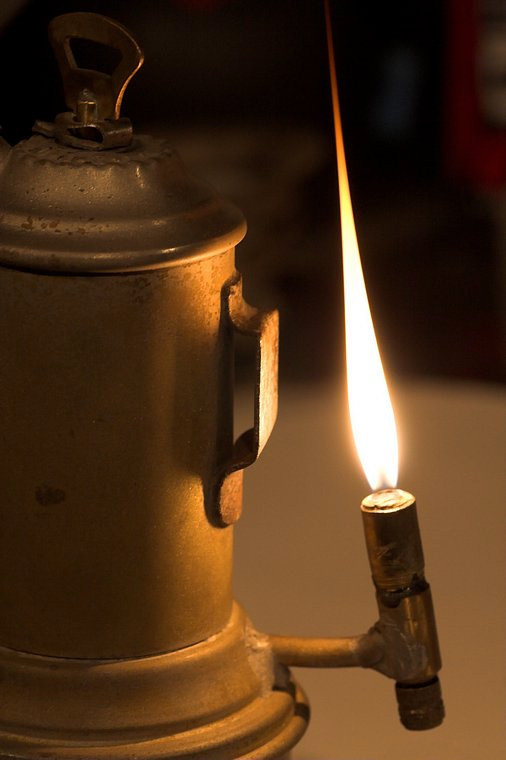
Ethynvlam van een fietscarbidlamp (zonder reflector)
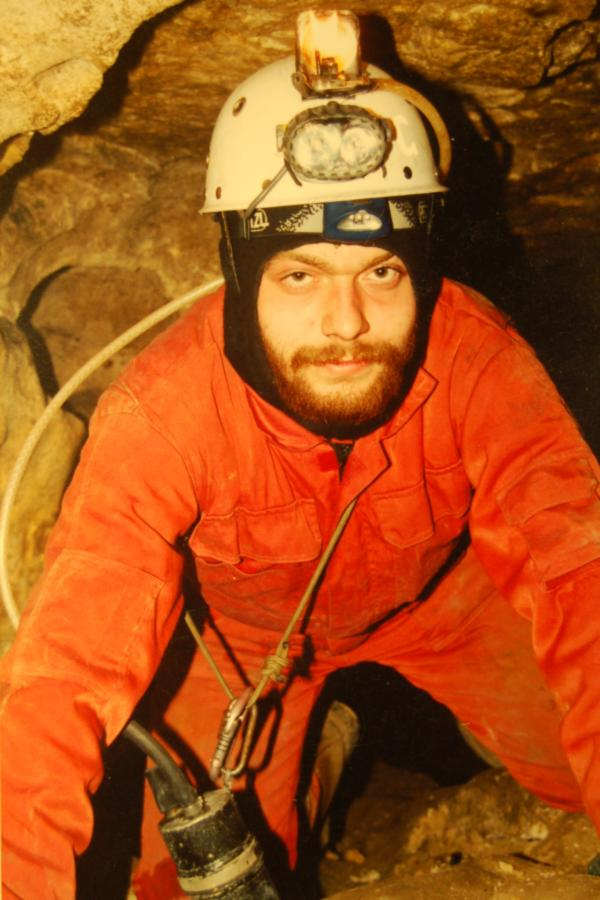
Speleoloog met ethynlamp op de helm. Een flexibele slang verbindt de carbidgenerator met de lamp.